# Landtagswahl in Vorarlberg 2014
- SPÖ: 3
- GRÜNE: 6
- NEOS: 2
- ÖVP: 16
- FPÖ: 9

Die Landtagswahl in Vorarlberg am 21. September 2014 war die 15. Wahl des Vorarlberger Landtags seit 1945. Da die fünfjährige Amtsperiode des 29. Vorarlberger Landtags im Jahr 2014 zu Ende ging, wurden sämtliche 36 Abgeordnete neu gewählt.
Während die Vorarlberger Volkspartei erhebliche Stimmeneinbußen und den Verlust der absoluten Mehrheit hinnehmen musste, konnten die Grünen ihren Stimmanteil deutlich steigern und dadurch zwei Mandate im Landtag hinzugewinnen. Die NEOS, die das erste Mal bei einer Landtagswahl antraten, konnten mit 6,89 Prozent der Wählerstimmen und zwei Mandaten zwar keine Klubstärke, aber zumindest den Einzug in den Landtag erreichen. FPÖ und SPÖ verloren beide leicht, wobei die SPÖ Vorarlberg erstmals in ihrer Geschichte unter zehn Prozent fiel.
Als Resultat der Wahl kam es erstmals in der Geschichte Vorarlbergs zu einer schwarz-grünen Koalitionsregierung mit ÖVP und Grünen, die als Landesregierung Wallner II am 15. Oktober vom neu konstituierten Landtag gewählt wurde.

## Ausgangssituation

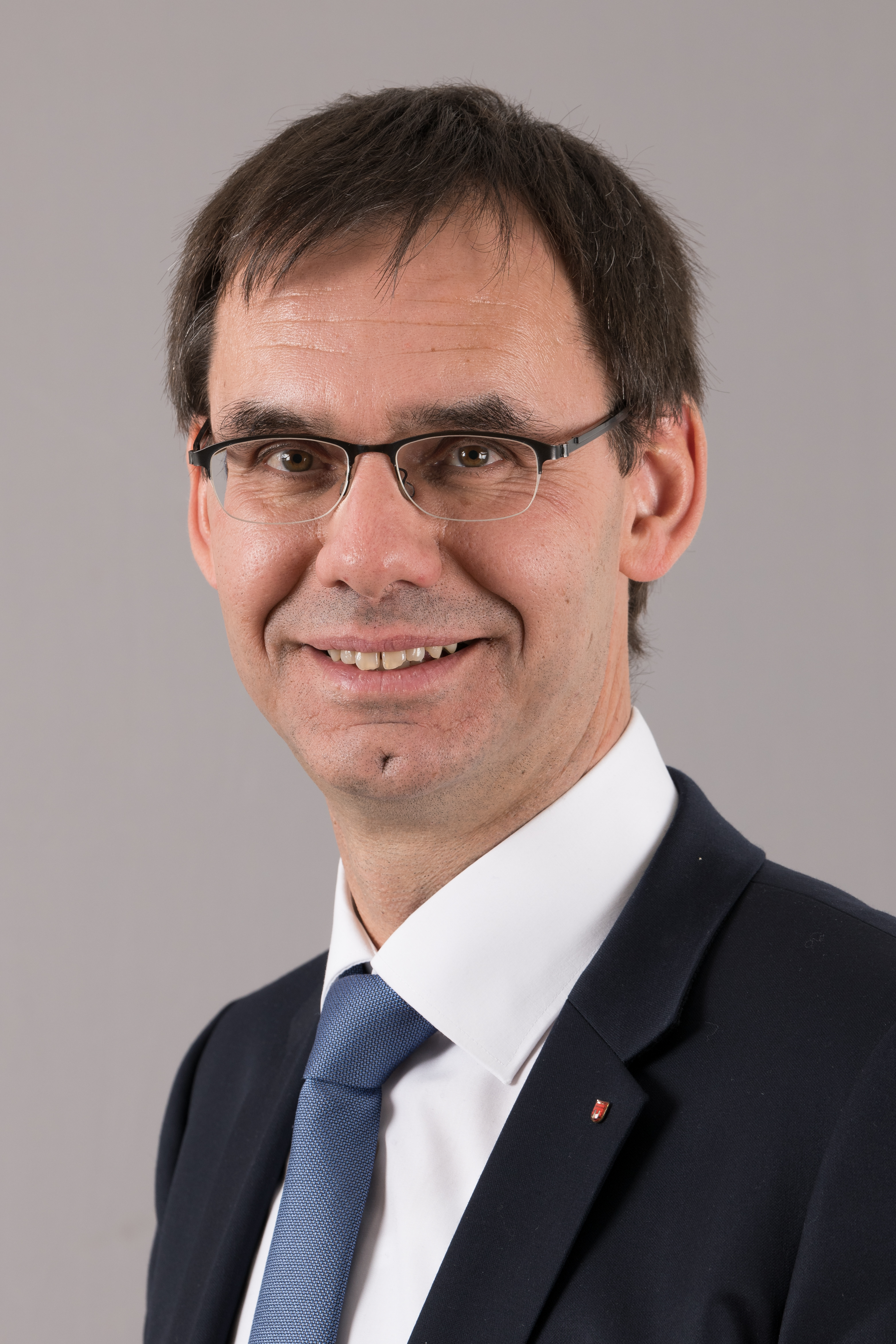
Markus Wallner, amtierender Landeshauptmann und Spitzenkandidat der Volkspartei

Bei der Landtagswahl 2009 konnte die Vorarlberger Volkspartei als stärkste Partei ihre absolute Stimmen- und Mandatsmehrheit im Landtag verteidigen, während die SPÖ Vorarlberg als größter Verlierer der Wahl ihr bundesweit schlechtestes Ergebnis aller Zeiten hinnehmen musste. Den größten Stimmen- und Mandatszugewinn verbuchten 2009 die Vorarlberger Freiheitlichen für sich, wobei sie ihren Stimmenanteil verdoppelten konnte. Mit leichten Zugewinnen wurden die Grünen drittstärkste Partei, die SPÖ landete erstmals nur noch auf dem vierten Platz. 
Aufgrund eines Zerwürfnisses der beiden vormaligen Regierungsparteien ÖVP und FPÖ bildete die Vorarlberger Volkspartei mit Landeshauptmann Herbert Sausgruber nach der Landtagswahl 2009 erstmals eine Alleinregierung (Landesregierung Sausgruber IV). Nach etwas mehr als zwei Jahren trat Herbert Sausgruber in der Landtagssitzung am 7. Dezember 2011 zurück und übergab das Amt als Landeshauptmann an seinen Parteikollegen und bisherigen Landesstatthalter Markus Wallner, der die Volkspartei nunmehr als Landeshauptmann in der Folge auch als Spitzenkandidat in die Landtagswahl 2014 führte.

### Wahlkampf
Der Vorarlberger Wahlkampf 2014 wurde von den Medien insgesamt als ereignisarm beschrieben. Die ÖVP wurde erstmals von Markus Wallner als Spitzenkandidat in die Wahl geführt. Der Volkspartei war bereits im Vorfeld der Wahl der Verlust der absoluten Mehrheit vorhergesagt worden. Mitverantwortlich dafür wollten die erstmals antretenden NEOS sein, deren Spitzenkandidatin erklärte, das „System ÖVP“ brechen zu wollen. Umfragen vor der Wahl sagten ein – schließlich nicht eingetretenes – Kopf-an-Kopf-Rennen zwischen NEOS, Grünen und Sozialdemokraten um Platz drei voraus. Zur Wahlwerbestrategie der SPÖ gehörten Gartenzwerge anstelle von Plakaten; das Abhandenkommen mehrerer Hundert dieser Wahlkampf-Zwerge führte zur Erwähnung des Vorarlberger Wahlkampfs in internationalen Medien.
Ein sicherer zweiter Platz bei der Wahl wurde der FPÖ vorhergesagt, die insgesamt im Vergleich zur vorangegangenen Landtagswahl einen weniger polarisierenden Wahlkampf führte. 2009 hatte FPÖ-Spitzenkandidat Dieter Egger noch mit einem kontroversen „Exil-Jude“-Sager für Aufregung gesorgt. Bereits im ORF-Sommergespräch im August 2014 hatte Landeshauptmann Wallner erklärt, diese Aussage Eggers stehe nach wie vor im Raum, und vor einer erneuten Zusammenarbeit mit der FPÖ müsse es dazu jedenfalls eine Klarstellung von Eggers Seite geben. Der Vorfall war auch in einer vom ORF Vorarlberg ausgestrahlten Diskussionsrunde der Spitzenkandidaten im Wahlkampf 2014 ein emotionales Thema.

## Wahlrecht
Zur Wahl des Vorarlberger Landtags im Jahr 2014 war automatisch wahlberechtigt, wer
- am Wahltag, dem 21. September 2014, zumindest das 16. Lebensjahr vollendet hatte,
- seinen Hauptwohnsitz am Stichtag, dem 24. Juni 2014, in Vorarlberg hatte und die österreichische Staatsbürgerschaft besaß
- und nicht vom Wahlrecht ausgeschlossen war (vom Gericht bei bestimmten strafrechtlichen Verurteilungen im Einzelfall explizit ausgesprochen).

Darüber hinaus waren auch Auslandsvorarlberger, die sich in die Wählerkartei hatten eintragen lassen, auf Antrag wahlberechtigt. Dies betraf Personen, die ihren Hauptwohnsitz unmittelbar von Vorarlberg ins Ausland verlegt hatten und nach wie vor Inhaber der Österreichischen Staatsbürgerschaft waren. Voraussetzung war allerdings, dass der Hauptwohnsitz zum 24. Juni 2014 weiterhin im Ausland begründet war und die Verlegung des Wohnsitzes nicht länger als zehn Jahre zurücklag.
Wahlberechtigt waren bei der Landtagswahl 2014 somit nach offizieller Bekanntgabe der Landeswahlbehörde insgesamt 267.104 Wähler. Von diesen beantragten bis zum 19. September, dem letzten möglichen Tag für eine Beantragung, 25.030 Personen eine Wahlkarte, um per Briefwahl oder in einem anderen Wahllokal als dem eigentlich vorgesehenen wählen zu können.

### Neuerungen im Wahlrecht
Wichtigste Neuerung im Landtagswahlrecht mit Auswirkung für die Landtagswahl 2014 war die im März 2014 von den Landtagsparteien einstimmig beschlossene Aufwertung der Vorzugsstimmen. Bislang wurden jedem Kandidaten pro vergebener Vorzugsstimme 16 Punkte zugerechnet, die insgesamt zu jenen Punkten dazu addiert wurden, die er aufgrund seiner Listenreihung erhielt. Aus der Summe an Vorzugsstimmen- und Listenreihungspunkten ergab sich schließlich die endgültige Reihung der Kandidaten zum Erhalt eines Landtagsmandats.
Die Anzahl der Wahlpunkte pro Vorzugsstimme wurde mit der Stärkung der Vorzugsstimmen auf 32 verdoppelt, zusätzlich konnten die Wähler bei der Landtagswahl 2014 erstmals fünf statt bisher drei Vorzugsstimmen für Kandidaten der gewählten Partei vergeben. Beide Änderungen bewirkten einen stärkeren Einfluss der Wähler auf die endgültige Reihung der Kandidaten.
Eine weitere Änderung im Wahlrecht betraf den Ausschluss von straffällig gewordenen Personen von der Wahl. Bislang waren in ganz Österreich Personen, die zu einer mindestens einjährigen Freiheitsstrafe verurteilt worden waren, automatisch vom Wahlrecht ausgeschlossen worden. Nach einem Urteil des Europäischen Gerichtshofs für Menschenrechte darf ein solcher Wahlrechtsausschluss nicht mehr pauschal erfolgen, weshalb die entsprechenden Gesetze geändert werden mussten. Nach der neuen Regelung musste das zuständige Gericht im Urteilsspruch explizit den Ausschluss vom Wahlrecht aussprechen, damit dieser gültig ist. Außerdem darf ein solcher Ausschluss nur noch bei Verurteilungen zu mindestens fünfjährigen unbedingten Freiheitsstrafen oder bei speziellen Delikten, die mit mindestens einjähriger unbedingter Freiheitsstrafe geahndet werden, verhängt werden.
Auch im Bereich der Wahlkarten gab es eine essenzielle Änderung des Wahlrechts. Die achttägige Nachfrist zum Einlangen der per Post verschickten Wahlkarten bei der Wahlbehörde, die bisher mitunter „taktisches Wählen“ – also die (illegale) Stimmabgabe auch nach Verkündigung des vorläufigen Wahlergebnisses – ermöglicht hatte, wurde gestrichen. Wahlkarten hatten nun spätestens bis zum Schließen des letzten Wahllokals in der Gemeinde bei der Wahlbehörde einzulangen, um als abgegebene Stimmen gewertet zu werden.

### Wahlbezirke und -sprengel
Gewählt wurde in allen 96 Gemeinden, die in vier Wahlbezirke eingeteilt waren. Diese Wahlbezirke entsprachen den Verwaltungsbezirken Bludenz (Wahlbezirk Bludenz), Bregenz (Wahlbezirk Bregenz), Dornbirn (Wahlbezirk Dornbirn) und Feldkirch (Wahlbezirk Feldkirch).
In der Regel entsprach ein Wahlsprengel einer Gemeinde. Innerhalb einer Gemeinde konnten aber auch auf Beschluss der Gemeindewahlbehörde mehrere Wahlsprengel mit entsprechenden Sprengelwahlbehörden eingerichtet werden. So wurden etwa in der größten Gemeinde des Landes, der Stadt Dornbirn, insgesamt 40 Sprengelwahlbehörden eingerichtet. Kleinere Gemeinden, wie etwa Dünserberg oder Röns, kamen hingegen mit nur einem Wahlsprengel aus.

## Zur Wahl stehende Parteien

### Bereits im Landtag vertretene Parteien
Bereits frühzeitig gaben alle bislang im Vorarlberger Landtag vertretenen Parteien bekannt, auch bei der Landtagswahl 2014 kandidieren zu wollen. Die Vorarlberger Volkspartei trat dabei erstmals mit Landeshauptmann Markus Wallner als Spitzenkandidat bei der Wahl an, die Vorarlberger Freiheitlichen setzten wie 2009 auf ihren Parteiobmann Dieter Egger als Spitzenkandidaten. Ebenfalls wie 2009 kandidierten Johannes Rauch für die Grünen Vorarlberg und Michael Ritsch für die SPÖ Vorarlberg als Spitzenkandidaten.

### Noch nicht im Landtag vertretene Parteien
Von den noch nicht im Landtag vertretenen Parteien kündigte als erstes NEOS – Das Neue Österreich und Liberales Forum, eine im Jahr 2012 maßgeblich vom Vorarlberger Matthias Strolz neugegründete liberale Partei, die bei der Nationalratswahl in Österreich 2013 in den Nationalrat einziehen konnte, an, bei der Landtagswahl zu kandidieren. Die Partei nominierte in der Folge in einem mehrstufigen Wahlverfahren, das nach Manipulationsvorwürfen abgeändert werden musste, Sabine Scheffknecht, die bisherige Landessprecherin, als Spitzenkandidatin.
Weiters kündigten auch die Piratenpartei, die Männerpartei, die Christliche Partei Österreichs, Die Buntkarierten und WIR – Plattform für Familien eine geplante Kandidatur an. Gemeinsam war all diesen noch nicht im Landtag vertretenen Parteien, dass sie für eine erfolgreiche Kandidatur mindestens 100 Unterstützungserklärungen in jedem Wahlbezirk, in dem sie kandidierten, sammeln mussten. Erreichte eine Partei in jedem der vier Wahlbezirke mindestens 100 Unterstützungserklärungen, so konnte die Partei zudem einen Landeswahlvorschlag einbringen. Bis auf Die Buntkarierten, die ihren Wahlvorschlag nicht fristgerecht einreichten und somit nicht zur Landtagswahl zugelassen wurden, schafften es all jene bislang nicht im Landtag vertretenen Parteien, die eine Kandidatur angekündigt hatten, in allen Wahlbezirken und somit auch landesweit zu kandidieren.
Im April 2014 gab Christoph Hagen, der Landesobmann des Teams Stronach für Vorarlberg, bekannt, dass das Team Stronach, das im österreichischen Nationalrat vertreten ist, bei der Landtagswahl nicht antreten werde. Ebenso kandidierten die bei der Landtagswahl 2009 noch angetretenen Parteien BZÖ, wir-gemeinsam.at, Die Gsiberger und Kiebitz bei dieser Wahl nicht. Die Gsiberger und die zu diesen gehörenden VAU heute, die 2004 noch eigenständig kandidiert hatten, erklärten, sich auf die Gemeindevertretungswahlen im Jahr 2015 konzentrieren zu wollen.

## Wahlergebnis

Mehrheiten in den Gemeinden bei der Landtagswahl 2014:
ÖVP Mehrheit > 50 %
ÖVP Mehrheit < 50 %
ÖVP Mehrheit < 40 %
FPÖ Mehrheit < 40 %

|                    | Ergebnisse 2014 | Ergebnisse 2014 | Ergebnisse 2014 | Ergebnisse 2009  | Ergebnisse 2009  | Ergebnisse 2009  | Differenzen | Differenzen | Differenzen |
| ------------------ | --------------- | --------------- | --------------- | ---------------- | ---------------- | ---------------- | ----------- | ----------- | ----------- |
| Wahlberechtigte    | 267.104         | 267.104         | 267.104         | 261.132          | 261.132          | 261.132          | + 5.972     | + 5.972     | + 5.972     |
| Wahlbeteiligung    | 64,31 %         | 64,31 %         | 64,31 %         | 68,44 %          | 68,44 %          | 68,44 %          | − 4,13 %    | − 4,13 %    | − 4,13 %    |
|                    | Stimmen         | %               | Mand.           | Stimmen          | %                | Mand.            | Stimmen     | %           | Mand.       |
| Abgegebene Stimmen | 171.765         |                 |                 | 178.711          |                  |                  | − 6.946     |             |             |
| Davon Wahlkarten   | 21.306          | 12,40 %         |                 | 15.143           | 8,47 %           |                  | + 6.163     | + 3,93 %    |             |
| Ungültig           | 1.396           | 0,81 %          |                 | 1.297            | 0,73 %           |                  | + 99        | + 0,08 %    |             |
| Gültig             | 170.369         | 99,19 %         |                 | 177.414          | 99,27 %          |                  | − 7.045     | − 0,08 %    |             |
| Partei 1           |                 |                 |                 |                  |                  |                  |             |             |             |
| VP                 | 71.205          | 41,79 %         | 16              | 90.108           | 50,79 %          | 20               | − 18.903    | − 9,00 %    | − 4         |
| FPÖ                | 39.892          | 23,42 %         | 9               | 44.562           | 25,12 %          | 9                | − 4.670     | − 1,70 %    | 0           |
| GRÜNE              | 29.193          | 17,14 %         | 6               | 18.763           | 10,58 %          | 4                | + 10.430    | + 6,56 %    | + 2         |
| SPÖ                | 14.948          | 8,77 %          | 3               | 17.779           | 10,02 %          | 3                | − 2.831     | − 1,25 %    | 0           |
| NEOS               | 11.743          | 6,89 %          | 2               | nicht kandidiert | nicht kandidiert | nicht kandidiert |             |             |             |
| PIRAT              | 795             | 0,47 %          | 0               | nicht kandidiert | nicht kandidiert | nicht kandidiert |             |             |             |
| M                  | 672             | 0,39 %          | 0               | nicht kandidiert | nicht kandidiert | nicht kandidiert |             |             |             |
| WIR                | 1.088           | 0,64 %          | 0               | nicht kandidiert | nicht kandidiert | nicht kandidiert |             |             |             |
| CPÖ                | 833             | 0,49 %          | 0               | nicht kandidiert | nicht kandidiert | nicht kandidiert |             |             |             |
| Gesamt             |                 | 100,00 %        | 36              |                  |                  |                  |             |             |             |

1 Parteienbezeichnungen als Abkürzungen laut offiziellem Wahlvorschlag
Die Prozentangaben der „Ergebnis“-Spalten beziehen sich in den 3 Tabellenabschnitten jeweils auf verschiedene Gesamtheiten: Der aller Wahlberechtigten / der abgegebenen Stimmen / der gültigen Stimmen. Die Prozentangaben unter „Differenzen“ hingegen sind die arithmetische Differenz der zwei Prozentangaben der Ergebnisse in derselben Zeile.

### Wählerströme
Das Sozialforschungsinstitut SORA führte im Anschluss an die Landtagswahl im Auftrag des Österreichischen Rundfunks eine ausführliche Wählerstromanalyse durch. Diese zeigte, dass der Volkspartei bei der Wahl im Vergleich zu 2009 zwei von drei Wählern treu geblieben waren. Die größten Verluste gab es mit etwa 10.000 Wählern an die FPÖ, gefolgt von 9.000 Wählern, die dieses Mal den Grünen die Stimme gaben. Die meisten Stimmen gewinnen konnte die Volkspartei aus dem Lager der ehemaligen FPÖ-Wähler, von denen etwa 4.000 im Jahr 2014 der Volkspartei die Stimme gaben. Etwa 5.000 ÖVP-Wähler aus dem Jahr 2009 gingen 2012 nicht mehr zur Wahl und wurden so zu Nichtwählern.
Die FPÖ konnte 57 % ihrer Wähler von 2009 erneut zur Stimmabgabe für die FPÖ bewegen und verlor am meisten Stimmen, etwa 9.000, aufgrund dessen, dass Wähler der Wahlurne fernblieben. Bei den Grünen verhielt sich die Wählertreue sehr ähnlich wie bei der Volkspartei etwa im Bereich von 66 %. Die meisten Wähler (ca. 3.000) verloren die Grünen an die Nichtwähler, am stärksten dazugewinnen konnten sie bei ehemaligen Wählern der Volkspartei (ca. 9.000). Bei der SPÖ wählten 47 % der Wähler von 2009 erneut sozialdemokratisch, während etwa 5.000 ehemalige SPÖ-Wähler nicht mehr zur Wahl gingen.
Überraschend setzte sich die Wählerschaft der erstmals in den Vorarlberger Landtag eingezogenen NEOS zusammen. Während vor der Wahl davon ausgegangen war, dass das Antreten der NEOS die Volkspartei zahlreiche Stimmen kosten würde, kamen nur 3.000 NEOS-Wähler von der Volkspartei. Je 1.000 Wähler stammten von der FPÖ sowie den Grünen und der größte Anteil – etwa 5.000 – waren ehemalige Nichtwähler.

### Mandatsverteilung
Die Verteilung der Landtagsmandate auf die einzelnen Parteien erfolgt in Vorarlberg nach dem Hagenbach-Bischoff-Verfahren. Zunächst wird eine Wahlzahl ermittelt, indem die Gesamtsumme der im Wahlkreis abgegebenen Stimmen durch die dort zu vergebenden Mandate (plus eins) dividiert wird. Anschließend wird anhand dieser Wahlzahl ermittelt, wie oft die Wahlzahl in der Zahl der auf die Parteien entfallenen Stimmen enthalten ist. Das Ergebnis wird auf eine ganze Zahl abgerundet und ergibt die Zahl der Wahlkreismandate der einzelnen Parteien. Die übrig bleibenden Stimmen jeder Partei werden auf Landesebene in einem zweiten Ermittlungsverfahren nach dem gleichen Prinzip in Mandate umgerechnet.
|           | Wahlbezirk Bludenz                              | Wahlbezirk Bludenz | Wahlbezirk Bregenz                                                                           | Wahlbezirk Bregenz | Wahlbezirk Dornbirn                               | Wahlbezirk Dornbirn | Wahlbezirk Feldkirch                                                | Wahlbezirk Feldkirch | Zweites Ermittlungsverfahren                        | Zweites Ermittlungsverfahren |
| --------- | ----------------------------------------------- | ------------------ | -------------------------------------------------------------------------------------------- | ------------------ | ------------------------------------------------- | ------------------- | ------------------------------------------------------------------- | -------------------- | --------------------------------------------------- | ---------------------------- |
| Mandatare | AZ                                              | Mandatare          | AZ                                                                                           | Mandatare          | AZ                                                | Mandatare           | AZ                                                                  | Mandatare            | AZ                                                  |                              |
| VP        | Christian Gantner Josef Türtscher Monika Vonier | 3                  | Roland Frühstück Bernadette Mennel a Karlheinz Rüdisser a Martina Rüscher Erich Schwärzler a | 5                  | Christian Bernhard a Albert Hofer Thomas Winsauer | 3                   | Werner Huber Gabriele Nußbaumer Harald Sonderegger Markus Wallner a | 4                    | Julian Fässler                                      | 1                            |
| FPÖ       | Joachim Weixlbaumer                             | 1                  | Hubert Kinz Cornelia Michalke                                                                | 2                  | Christoph Waibel Ernst Hagen                      | 2                   | Daniel Allgäuer Dieter Egger                                        | 2                    | Christof Bitschi Nicole Hosp                        | 2                            |
| GRÜNE     |                                                 | 0                  | Adi Gross Katharina Wiesflecker a                                                            | 2                  | Vahide Aydın                                      | 1                   | Johannes Rauch a Nina Tomaselli                                     | 2                    | Daniel Zadra                                        | 1                            |
| SPÖ       |                                                 | 0                  | Michael Ritsch                                                                               | 1                  |                                                   | 0                   |                                                                     | 0                    | Reinhold Einwallner Gabriele Sprickler-Falschlunger | 2                            |
| NEOS      |                                                 | 0                  |                                                                                              | 0                  |                                                   | 0                   |                                                                     | 0                    | Martina Pointner Sabine Scheffknecht                | 2                            |

a Nach der in der ersten Landtagssitzung erfolgten Wahl in die Landesregierung auf das Landtagsmandat verzichtet.

### Vorzugsstimmen
Bei der Landtagswahl 2015 konnten erstmals fünf Vorzugsstimmen pro Wähler vergeben werden, wobei je maximal zwei Vorzugsstimmen pro Kandidat möglich waren. Diese Vorzugsstimmen durften nur an Kandidaten auf der Bezirksliste jener Partei vergeben werden, die gewählt wurde. Außerdem sorgte ein neues Vorzugsstimmenwahlrecht dafür, dass die Bedeutung dieser Vorzugsstimmen massiv aufgewertet wurde – was einige Veränderungen in der Kandidatenreihung und in der Mandatszuteilung zur Folge hatte.
So verlor etwa der bisherige erste Landtagsvizepräsident Heinz Peter Ritter von der ÖVP im Wahlbezirk Bludenz sein Mandat, obwohl er auf Listenplatz 2 direkt hinter dem landesweiten Spitzenkandidaten Markus Wallner platziert gewesen war. Sowohl Monika Vonier als auch Christian Gantner und Josef Türtscher konnten aber im Wahlbezirk Bludenz mehr Vorzugsstimmen als Ritter erreichen und bekamen damit die drei ÖVP-Mandate in diesem Bezirk. Im Wahlbezirk Dornbirn schaffte es in gleicher Weise sein Parteikollege Daniel Steinhofer vom siebten Listenplatz aus eines der drei ÖVP-Mandate im Bezirk zu erhalten und in Bregenz gelang dies auch Martina Rüscher, die vom achten Listenplatz aus vorgereiht wurde. Auch bei der FPÖ und den Grünen überholten mit Christoph Waibel und Vahide Aydın jeweils weiter zurückgereihte Kandidaten durch Vorzugsstimmen ihre Kollegen und erhielten die entsprechenden Grundmandate ihrer Parteien. Im Wahlbezirk Feldkirch konnte Werner Huber von der Volkspartei zwar seine Parteikollegin Barbara Schöbi-Fink durch Vorzugsstimmen überholen, beide zogen aber letztlich auf Grundmandaten der VP im Bezirk Feldkirch in den Landtag ein.
Mit großem Abstand die meisten Vorzugsstimmen landesweit erhielt der Spitzenkandidat der Vorarlberger Volkspartei und amtierende Landeshauptmann Markus Wallner. Er trat in allen vier Wahlbezirken als Spitzenkandidat an und war deshalb – wie auch die Spitzenkandidaten der anderen Parteien – im Gegensatz zu den anderen Kandidaten seiner Partei in allen Wahlbezirken wählbar. Wallner erhielt insgesamt 90.250 Vorzugsstimmen. Die zweitmeisten Vorzugsstimmen, 47.726, erhielt mit Dieter Egger der Spitzenkandidat der Freiheitlichen. Die Spitzenkandidaten der Grünen, Johannes Rauch, und der SPÖ, Michael Ritsch erzielten 21.028 bzw. 14.951 Vorzugsstimmen. Die landesweite Spitzenkandidatin der NEOS, Sabine Scheffknecht, erhielt 6.349 Vorzugsstimmen und damit im Vergleich weniger als etwa die ÖVP-Landesräte Erich Schwärzler (9.687 im Bezirk Bregenz) und Karlheinz Rüdisser (7.943 im Bezirk Bregenz) in einem einzigen Wahlbezirk erreicht hatten.

## Auswirkungen
Zum zweiten Mal nach der Landtagswahl 1999 konnte die Vorarlberger Volkspartei keine absolute Stimmen- oder Mandatsmehrheit erreichen und war dadurch gezwungen, in eine Koalitionsregierung einzutreten. Rechnerisch wären Koalitionen mit der FPÖ, den Grünen oder der SPÖ möglich gewesen. Es stellte sich allerdings schon recht schnell nach Aufnahme der Sondierungsgespräche heraus, dass die ÖVP eine Koalition mit den Grünen bevorzugte. In der neuen Landesregierung Wallner II besetzten die Grünen in der Folge mit Johannes Rauch und Katharina Wiesflecker zwei Landesrats-Posten. Im Landtag verfügte die Schwarz-Grüne Koalition damit nach der Wahl über eine Mehrheit von 22 von 36 Mandaten.